# Ореш
Орѐш е село в Северна България, община Свищов, област Велико Търново.

## География

### Местоположение
Село Ореш се намира в средната част на Дунавската равнина, на около 7 km от южния ръкав на река Дунав при остров Белене между градовете Свищов и Белене. Землището му граничи на изток и север със землището на град Свищов, на северозапад – с това на град Белене, на югозапад със землищата на селата Татари и Божурлук, на юг – с тези на селата Драгомирово и Българско Сливово.

### Топография
В най-западния край на Ореш има гара на минаващата северозападно покрай селото железопътна линия Свищов – Левски – Троян.
Покрай селото – непосредствено от южната страна на гарата, минава второкласният републикански път 52, водещ на изток за Свищов и на запад през селата Деков, Бяла вода, Лозица и Любеново – за град Никопол. В близост до гарата от републиканския път се отделя към Ореш общински път, който е и главна улица на селото.
На около километър западно от селото протича река Барата.
Повърхнината на село Ореш е разнообразна, и равнинна, и хълмиста, като преобладават наклонените терени. Водосливното понижение, достигащо от центъра до гарата – на около 2 km на запад, по склона на север от което е застроено селото в западната му част, в източната част на селото се разклонява на север, изток и юг от центъра – между няколкото продълговати възвишения, в полите и по склоновете на които е разположена застройката.
Надморската височина на пътното кръстовище при гарата е около 30 m, в центъра на селото – около 74 m, а по улиците на север, изток и юг от центъра достига до 100 – 140 m.

### Население
Населението на село Ореш , наброявало 3038 души към 1934 г., нараства до максимума си – 3494 души, към 1956 г., а след това постепенно намалява до 1370 души към 2018 г.

## История

### Античност
Има данни за някогашно селище от I век на мястото на Ореш. За селище на римския път на запад от Свищов (от римската крепост Нове) с името Марга аурея се споменава през 441 г., когато Атила го превзема и в него сключва мирен договор с Византия.

### Под османска власт
Първите сведения за село Ореш след падането на България под османска власт са от 1450 г., когато село Павликянско Орешани имало 37 домакинства. Селото се споменава в османски регистри от 1479/80 година, като по това време е павликянско село с 40 домакинства.
Тъкмо в село Ореш се ражда един от първенците на българо-католиците, отдали всичките си сили за духовното развитие на народа през XVII век по пътя на политическо му освобождение – Филип Станиславов, „епископ на Велика България“, написал първата българска печатна книга – „Абагар“, издадена в Рим през 1651 г. Според Станиславов, между 1625 и 1630 г. 30 павликянски семейства от селото приемат исляма.
От доклада на епископ Филип Станиславов става ясно, че една част от павликяните в с. Ореш са приели исляма между 1625 – 1630 г.

### XIX и XX век
По непотвърдени сведения, селото е било изцяло заровено под земята, след като се е разпространила чума, а жителите му са се преместили на неголямо разстояние от дотогавашното селище, на мястото на съществуващото село Ореш, което е описано в летописите на Феликс Каниц.
Определено може да се каже, че под влиянието на католическото духовенство в с. Ореш и другите католически села са засегнати всички по-важни традиции в частния и обществения живот на населението. Авторитетът на свещениците пораства, когато пасионистите получават разрешение да строят в енориите си скъпи и големи черкви. Разрешеното със султански указ строителство на църквата „Непорочно зачатие на Блажена Дева Мария“ в село Ореш започва на 25 февруари 1851 г. и завършва на 31 май 1857 г. по времето на отец Мариян Дипонцо. Освещаването е извършено от никополския епископ монсеньор Анджело Парси.
През периода от българското националноосвободително движение до края на Отечествената война с. Ореш има своите незабравими герои – Яни Д. Станчев, Павел Йонов, Стефан Вакинов, Илия Петров, Ворончик Станчев, Мариян Януаров и Петър Йонов участвали при освобождението на България от османска власт, Иван-Мария Йозов Паригвоздев, Мариян Йозов Паригвоздев, Ченко Мигев и други участвали в Сръбско-българската война. Първата световна война взема много жертви от с. Ореш – Стефан Франческов, Петър Тонев, Мартин Станчев, Раймундо Франческов и много други. В първата фаза на Отечествената война вземат участие 54 орешанци, сред които Вакин Илиев Вакинов – Чавдар, Михаил Йозов Мачев, Ченко Дойчев Копоев, Левиджо Йозов Вакинов, Петър Иванов Ченков, Михаил Иванов Джилиянов, Расим Йозов Людвиков и други.
През 1933 г. е основана Потребителна кооперация „Напредък“ (вероятно закрита през 1978 г.).
На 18 декември 1948 г. е учредено ТКЗС „Пети конгрес“ – с. Ореш, което през 1958 г. влиза в състава на обединеното ТКЗС (ОТКЗС) „Пробив“ – село Овча могила, а на 1 януари 1975 г. влиза в състава на ДЗС – Свищов.

## Културни и природни забележителности

### Чешмите
В района на селото и в околността му има извори от карстов произход, на които са построени чешми: Горната чешма, Долната чешма, Средната чешма – 1840 г., Крайната чешма, Хаджиевата чешма и Турската чешма, както и в местностите Мочур, Дядовата – Иванчова ралпа, Кръста, Бента и Бендера.

### Защитената местност
Намиращата с на 2 – 3 km северозападно от железопътната гара на Ореш защитена местност „Кайкуша“ , включва остатък от влажна зона в бившата заливна част на Свищовско-Беленската низина и е включена в природен парк „Персина“.

### Кръстът
През 1933 г., в чест на годишнината – 19 века, от смъртта на Исус Христос, край Ореш е издигнат кръст с Разпятие.

## Население
Преброяване на населението през 2011 г.
Численост и дял на етническите групи според преброяването на населението през 2011 г.:
|                     | Численост | Дял (в %) |
| Общо                | 1693      | 100,00    |
| Българи             | 1613      | 95,27     |
| Турци               | 0         | 0,00      |
| Цигани              | 0         | 0,00      |
| Други               | 5         | 0,29      |
| Не се самоопределят | 0         | 0,0       |
| Неотговорили        | 72        | 4,25      |

## Религии
Изповядваната в село Ореш религия е католицизъм – западен обред.

## Обществени институции
Село Ореш към 2019 г. е център на кметство Ореш.
Основното училище „Христо Ботев“ към 2019 г. е действащо.
Читалище „Филип Станиславов -1903“ в село Ореш е действащо.
Църквата „Непорочно Зачатие на Дева Мария“ е постоянно действаща (католицизъм – западен обред).
В Ореш има пощенска станция.
В селото има клуб на пенсионера „Здравец“.

## Редовни събития
Ежегодно през юни в село Ореш се провежда „Национален фолклорен събор на католическите общности в България“. Събитието започва с литургия, продължава с шествие и концерт. 

## Личности
Родени
- Филип Станиславов (около 1612 – 1674, български книжовник от ХVII век, издал книгата „Абагар“ в Рим през 1651 г., първият епископ на Никополската епархия
- Станислав Петров (1859 – 1937), католически мирски свещеник, учител, първият българин издигнат за духовник през XIX в. в Никополската епархия
- Дамян Талев (1911 - 1998), български католически духовник-пасионист, администратор на Никополската епархия в продължение на 11 години, участник в третата сесия на Втория Ватикански събор.
- Анатоли Нанков (р. 1969), български футболист и треньор
- Зарко Мачев (р. 1967), български футболист и треньор
- Ивайло Михайлов (р.1991), български футболист

## Спорт
ФК „Стрела“
„Аякс“ (Ореш)